# هرابرجان
هرابرجان، روستایی در دهستان هرابرجان بخش مرکزی شهرستان مروست در استان یزد ایران است. این روستا، مرکز دهستان هرابرجان است.

## پیشینه تقسیمات کشوری
این روستا در نخستین تقسیمات کشوری با عنوان قریه هرابرجان در قانون تشکیل ایالات و ولایات و دستور العمل حکام مورد اشاره قرار گرفت که از توابع بلوک بوانات و ولایت آباده در ایالت فارس قرار گرفت. نام هرابرجان هم چنین پیش از این قانون در اسناد مختلفی از جمله فارسنامه ناصری قید شده است.این روستا در تقسیمات جدید کشوری که در سال ۱۳۱۶ تصویب و اجرایی شد، به عنوان مرکز دهستان هرابرجان و مرکز اداری و سیاسی مجموعه دهات اطراف شناخته شده است که بر اساس آخرین تقسیمات کشوری تا سال ۱۴۰۲ همچنان این مرکزیت را در اختیار دارد.

## اصطلاح‌شناسی
در خصوص اصطلاح‌شناسی نام هرابرجان دو استدلال وجود دارد. استدلال نخست در زبان مردم محلی و بیشتر یک روایت شفاهی و افسانه‌ای است که از وجود شهری بسیار بزرگ به نام شهر مرجان در گذشته‌ای دور در این منطقه خبر می‌دهد. این افسانه‌پردازی در خصوص روستای ترکان از دیگر توابع هرابرجان نیز وجود دارد که تلاش می‌کند تاریخی غیر مستند را با نام‌های ورکانه، ورکان، مهرجانه و… برای این روستا بسازد. هیچ‌کدام از این افسانه‌پردازی‌ها با اسناد و مدارک معتبر و متقن تاریخی قابلیت اعتباریابی ندارند. علاوه بر این، از منظر تاریخ مستند و پژوهشی هیچ‌کدام از این دو طیف قادر به توضیح دوره‌هایی که تغییر نام‌ها در آن صورت گرفته یا روند تکاملی آن طی شده نیستند.
رویکرد دوم برای شناسایی نام هرابرجان جست و جو در کلمات مشابه و معنی دار است که از این طریق می‌توان به پیدا کردن شباهت‌هایی در میان معانی کلمات استناد کرد. با توجه به این که نام هرابرجان یک نام منحصر به فرد در جهان است و مانند نام‌های ترکان، حسین‌آباد، رحمت آباد و سایر مکان‌ها در نقاط دیگر جغرافیای ایران یا سایر کشورها وجود ندارد، باید این نام و مشابهات ان را مورد توجه قرار داد. نزدیکترین نامی که به این روستا شباهت دارد و می‌توان آن را مورد تجزیه و تحلیل قرار داد واژه باستانی هرابرزاییتی است.
هرابرزاییتی یک واژه کهن و باستانی در باور ایرانیان و آریایی‌های نخستین است که بر اساس آن یک کوه بلند در مرکز جهان قرار داشته که محل برقراری ارتباط عالم زمینی با خدایان بوده است. از نظر اصطلاح‌شناسی این کوه بیش از آنکه یک مکان با عوارض طبیعی باشد، یک باور اعتقادی و آیینی بوده است. آن گونه که زاگرس زند نیز در پژوهش خود بررسی کرده است این واژه با همین معنی و مفهوم در بندیهش و متون اوستایی به کار رفته است.

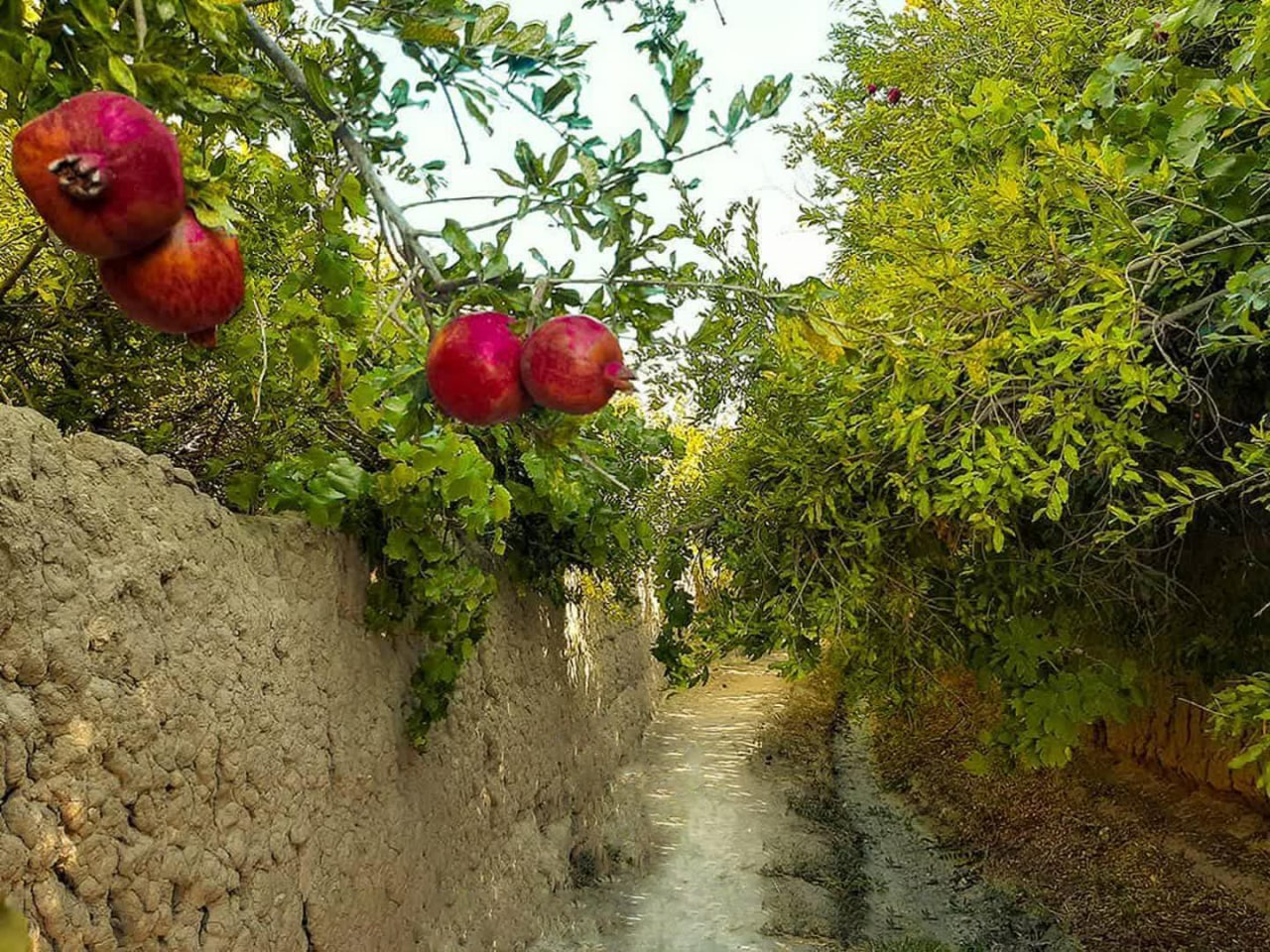
Harabarjan Garden

## تاریخ
تاریخ هرابرجان بر اساس اسناد معتبر و متأیید شده تا زمان صفویه عقب می‌رود. بافت تاریخی این روستا در شورای ثبت کشور متعلق به دوران صفویه دانسته شده است. قدیمی‌ترین سند مکتوب متعلق به گزارش سفیر ونیز در ایران در دوره آق قویونولوها است. جوزفا باربارو یاگیوسافات باربارو، سفیر پادشاهی ونیز در ایران، می‌نویسد: «از جایی که آن را قبر مادر سلیمان می‌خوانند (آرامگاه کوروش بزرگ در حال حاضر) و بر فراز آن کلیسای کوچکی قرار دارد به مسافت سه روز به شهری می‌رسیم به نام ده بید که در آنجا مردم به پارچه‌بافی و کشاورزی سرگرم هستند. به مسافت دو روز از این محل به جایی می‌رسی که نامش وارگاری است که در گذشته شهری بزرگ و زیبا بوده است اما اکنون بیش از هزار خانه ندارد و در این شهر مردم به برزگری و بافندگی اشتغال دارند».

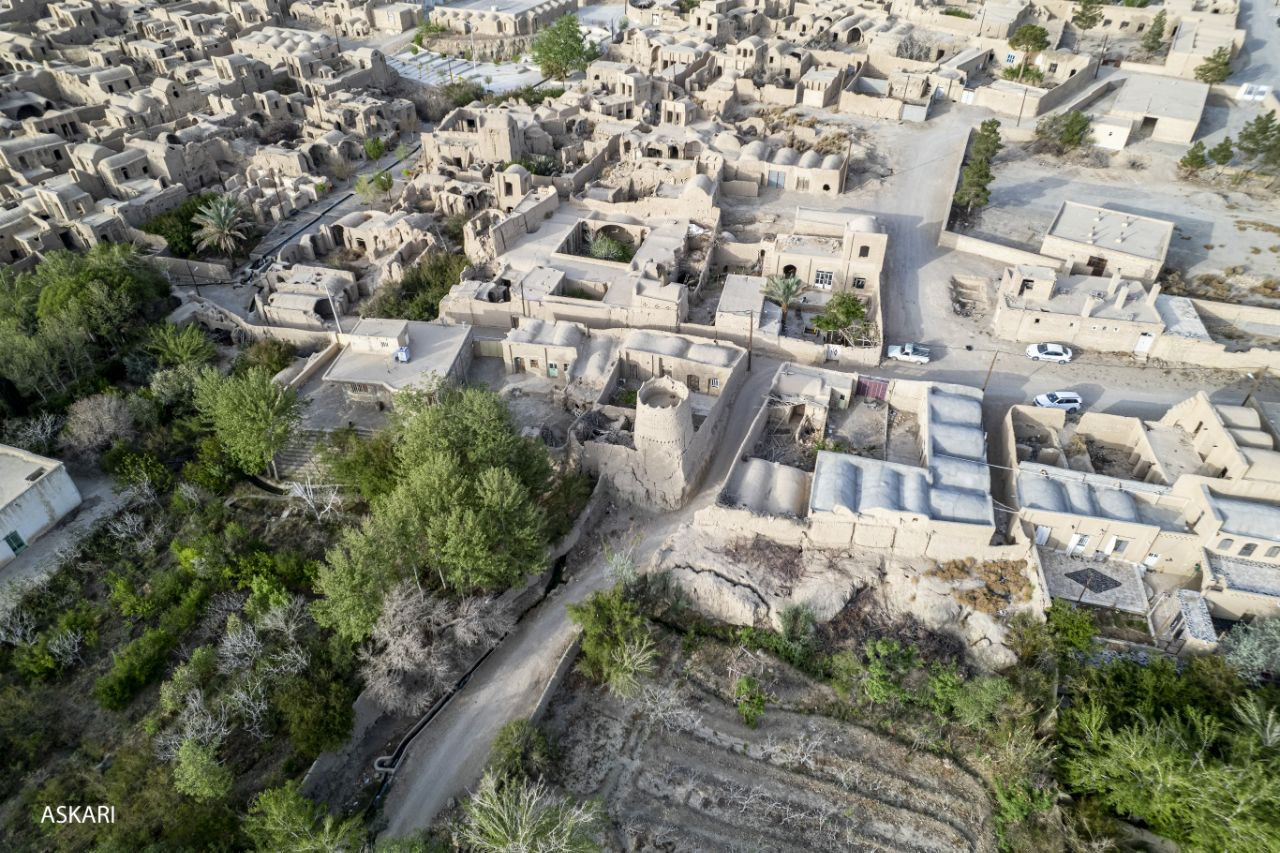
بافت تاریخی و زیبای هراجان و برج اداره

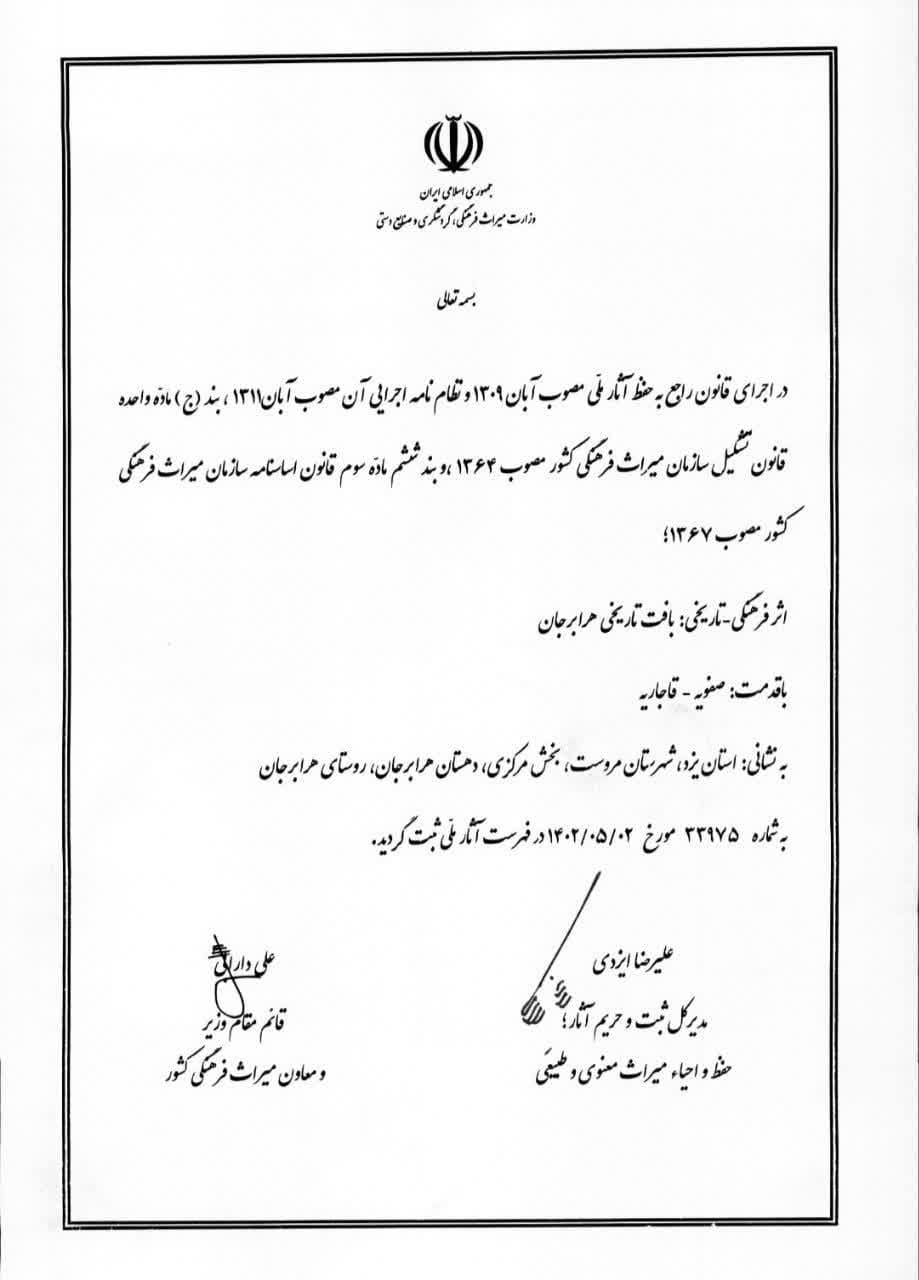
سند ثبت بافت تاریخی هرابرجان با قدمت صفویه

سرپرسی سایکس افسر و جغرافیدان مشهور بریتانیایی نیز در زمان مأموریت خود در ایران به هرابرجان آمده و در کتاب ده هزار میل در ایران از نام آراویرجان Aravirjun برای هرابرجان استفاده کرده و بر اساس گزارشش یک روز در هرابرجان توقف کرده است. در کتاب تحقیقات جغرافیایی راجع به ایران نوشته آلفونس گابریل که در سال ۱۳۴۸ توسط فتحعلی خواجه نوری ترجمه و توسط انتشارات ابن سینا چاپ شده است نیز نام وارگاری یا وارگان وجود دارد. او می‌نویسد: «دو منزل آنطرف‌تر از ده بید، انسان به نقطه‌ای به نام وارگاری یا وارگان می‌رسد که زمانی شهر بزرگ و زیبایی بوده است».
پیش از این گزارش نیز در دوره ناصر الدین شاه قاجار، دستوری از سوی وی برای هرابرجان صادر شده است که بر اساس آن دو سوم زمین‌هایهرابرجان در اختیار معتمد السلطان میرزا مهدی خان مستوفی قرار گرفته است. از آنجا که دستور شاه صرفاً بر روی زمین‌های خالصه صادر می‌شده است بنابراین می‌تون گفت زمین‌های هرابرجان در دوره ناصرالدین شاه در زمره املاک سلطنتی بوده است.

## بناهای تاریخی
برج اداره: برج اداره یکی از بناهای تاریخی و کهن در روستای هرابرجان است که قدمت آن به دوره زندیه ـ افشاریه می‌رسد. این بنا در تاریخ ۱۳۸۶/۰۸/۲۲ در فهرست آثار ملی ایران با شماره ثبت ۱۹۹۲۰ به ثبت رسیده است. نام دیگر این برج برج علی عزیزخان است. علی عزیزخان در این برج به حفاظت از روستای هرابرجان در برابر هجوم راهزنان و غارتگران می‌پرداخته است و مردم محلی در روستای هرابرجان از وی به عنوان یک قهرمان یاد می‌کنند.
گُم‌تلا:مراسم سنتی گم تلا (به انگلیسی: GomTala) در روستای هرابرجان یک مراسم بسیار کهن و ریشه‌دار است که هر ساله در روز هفتم فروردین در این روستا برگزار می‌شود.
این مراسم به دلیل تلاقی با ماه رمضان در سال ۱۴۰۱ در بعد از ظهر روز هفتم برگزار شد که به نحوی که افطاری آن با سرو آش گم تلا همراه گردید.
گورهای سنگی ۵ هزار ساله: قبرستان گبرهای هرابرجان یک مکان تاریخی و یکی از جاذبه‌های طبیعی این روستا در ۵ کیلومتری غرب آن و بین دو مادرچاه قنات امیر هرابرجان و قنات کهنسرد هرابرجان قرار دارد. فاصله آن تا مادرچاه قنات امیر حدود ۲٫۹۹ کیلومتر و تا مادرچاه قنات کهنسرد هرابرجان حدود ۸۵۰ متر است. این محل باستانی در منطقه تل زرد هرابرجان واقع شده و به گفته باستان‌شناسان و مقامات میراث فرهنگی قدمت آن تا ۵۰۰۰ سال تخمین زده می‌شود.
این گورهای سنگی به صورت گرد یا بیضی ساخته شده‌اند و محلی برای دفن اموات در دوره باستان بوده‌اند. گفته می‌شود که مرده در ابتدا به صورت جنینی و با دست و پای جمع در این محل‌ها قرار داده می‌شده و سپس در حالی که سر او به سمت شرق بوده روی زمین یا روی قرار می‌گرفته و سپس دور او سنگچین می‌گذاشته‌اند. ارتفاع این گروهای سنگی از نیم متر تا ۲ متر متغیر است.
وجود این گورهای سنگی قدمت یکجانشینی در روستای هرابرجان را تا دوران باستان به عقب می‌برد.

## جمعیت
بر پایه سرشماری عمومی نفوس و مسکن در سال ۱۳۹۵، جمعیت این روستا برابر با ۸۴۹ نفر (۲۸۹ خانوار) بوده است.